# 568
El 568 (DLXVIII) fou un any de traspàs començat en diumenge del calendari julià.

## Esdeveniments
- Els francs repel·leixen una ofensiva àvara.[1]
- Leovigild accedeix al tron del Regne dels Visigots.[2]